# Consiglio di guerra

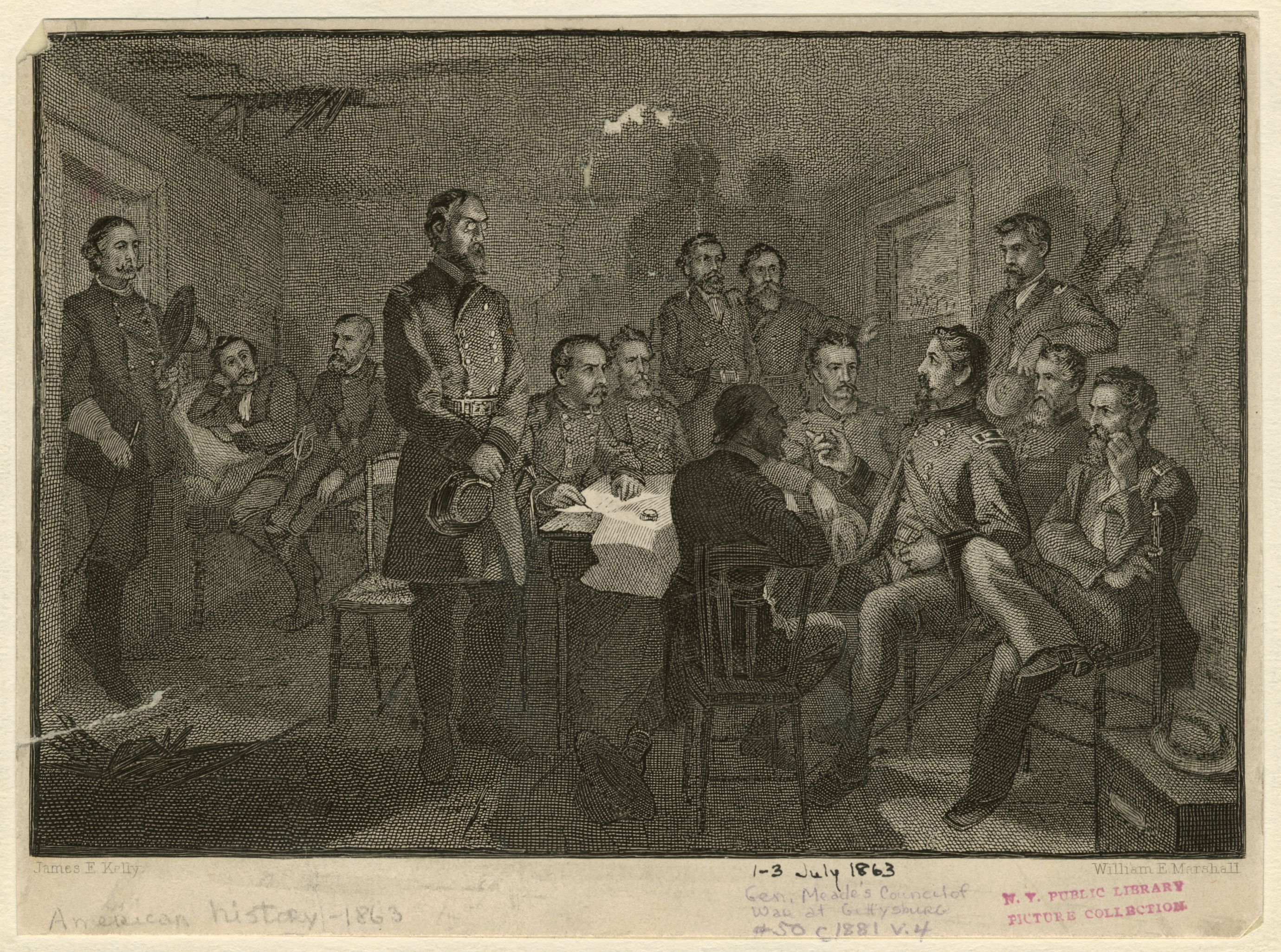
Consiglio di guerra tenuto in occasione della Battaglia di Gettysburg il 2 luglio 1863, in un'illustrazione di James E. Kelly

In campo militare il consiglio di guerra è una riunione di ufficiali chiamati a decidere collegialmente la linea d'azione da intraprendere, solitamente nell'ambito di una battaglia.
Rappresenta un'eccezione alle ordinarie modalità decisionali in ambito militare, secondo le quali è il comandante, col supporto del suo stato maggiore, ad assumere la decisione, poi implementata dai comandanti subordinati. Vi si ricorre quando il comandante, data l'importanza della decisione, ritiene opportuno avere il consenso dei subordinati o quando non è sicuro sulla linea d'azione da intraprendere. Il comandante può demandare la decisione al consiglio di guerra o acquisire il suo parere, riservandosi la decisione finale. La convocazione di consigli di guerra, frequente tra il XVII e il XIX secolo, è divenuta rara nei tempi più recenti, con l'affermarsi di sistemi di comando e stato maggiore più sofisticati.
Al consiglio di guerra sono convocati ufficiali di stato maggiore e comandanti subordinati di grado elevato. Tipicamente si procede ad una discussione seguita da una votazione, spesso senza l'intervento del comandante che l'ha convocato, per non influenzare o intimidire i subalterni. La tradizione vuole, poi, che votino per primi gli ufficiali di minor grado e anzianità, in modo da non essere influenzati dai superiori.
Il termine consiglio di guerra può avere anche un altro significato, essendo utilizzato in certi ordinamenti per denominare giudici militari collegiali: è il caso del Belgio e del Lussemburgo, dove il consiglio di guerra è giudice militare di prima istanza. Anche il Ducato di Savoia aveva organi giurisdizionali militari così denominati.